# General Juan José Baz
General Juan José Baz är en ort i Mexiko.   Den ligger i kommunen Yanga och delstaten Veracruz, i den sydöstra delen av landet, 250 km öster om huvudstaden Mexico City. General Juan José Baz ligger 531 meter över havet och antalet invånare är 1 127.
Terrängen runt General Juan José Baz är kuperad söderut, men norrut är den platt. Terrängen runt General Juan José Baz sluttar österut. Runt General Juan José Baz är det ganska tätbefolkat, med 129 invånare per kvadratkilometer. Närmaste större samhälle är Córdoba, 13,3 km nordväst om General Juan José Baz. Trakten runt General Juan José Baz består till största delen av jordbruksmark.